# Serra del Puit (Lladurs)
|  | Aquest article tracta sobre la Serra del Puit de Puitdeponç. Vegeu-ne altres significats a «Serra del Puit». |

La Serra del Puit és una serra situada al muncipi de Lladurs (Solsonès).